# Тхагапсов, Меджид Махмудович
Меджид Махмудович Тхагапсов (31 мая 1929, аул Хатажукай, Шовгеновский район, ныне Республики Адыгея — 21 февраля 2017, Майкоп) — советский военно-морской деятель, контр-адмирал.

## Биография
Окончил среднюю школу, Каспийское высшее военно-морское училище имени С. М. Кирова в Баку.

### Ранние годы
С 1932 года проживал с родными в станице Николаевской (ныне село Красногвардейское Республики Адыгея). После ареста отца Махмуда Хаджиметовича Тхагапсова (реабилитирован в 1946 году) в 1934 году переехал с матерью в Краснодар. В 1937 году переехал с семьёй в Майкоп. Воспитывался без отца, семья находилась на иждивении дяди, Ахмеда Хаджиметовича Тхагапсова, работавшего главным инженером дорожного управления Адыгейской автономной области.

### В Великую Отечественную войну
С первых дней Великой Отечественной войны дядя ушёл на фронт, погиб 30.05.1942. В период оккупации наблюдал за знаменитым Майкопским десантом моряков-черноморцев 24 октября 1942 года и помогал хоронить погибших моряков-десантников и лётчиков ВВС Черноморского флота. Пережил оккупацию. 29 января 1943 года Майкоп был освобождён частями 9-й горнострелковой дивизии, подразделениями 23-го погранотряда и партизанами отряда «За Родину».
В первых числах февраля возобновилась учеба в школах. Было холодно и голодно, трудно выживать.
Меджид, как и другие его сверстники, помогал восстанавливать разрушенное народное хозяйство. Подростком учился в школе и работал.
Военные действия оставили после себя большое количество трофейного оружия и взрывоопасных предметов, противопехотных «мин-лягушек».
Выполняя распоряжение властей, М. Тхагапсов и его сверстники собирали трофейное оружие и несли в приемные пункты.
В его руках взорвался капсюль-детонатор запала снаряда, поранил ладони обеих рук, по чистой случайности не повредил глаза, а шрамы остались напоминанием о необходимости быть осторожным. Но минером он все-таки стал: его первая должность на военном корабле была связана с минно-торпедным оружием.
Молодежь наравне со взрослыми помогала фронту чем могла: работала в госпиталях, на заводах и предприятиях, на колхозных и совхозных полях. Меджид со старшеклассники города вносили свой вклад в строительство водного канала для Майкопской гидроэлектростанции. Ему и многим ровесникам тоже пришлось не только учиться в школе, но и работать. Меджид и его мама шили одежду для военных в артели «Майшвейпром», работал рабочим-надомником. Он приносил домой тюк заготовок для пошива солдатского обмундирования и до поздней ночи, а то и до утра, при свете коптилки сшивал отдельные части одежды на бабушкиной швейной машинке «Зингер». Весной 1944 года его приняли в комсомол.
Летом 1944 года, после 8-го класса всех сверстников направили учиться в Николаевский (ныне Красногвардейское) военно-трудовой лагерь. Разместили в помещениях, предназначенных для сушки табака. Постелью были мешки с соломой на длинных стеллажах вдоль стен. Ни о каких простынях, подушках и тумбочках не могло быть и речи. Укрывались одеждой. Разбили на роты, взводы и отделения. Каждому выдали боевое оружие — винтовку образца 1891/1930 со штыком. Всеми подразделениями командовали офицеры и старшины, прошедшие суровую школу войны, имевшие личный опыт ведения боев. Весь распорядок деятельности лагеря был подчинен тому, чтобы ускоренно подготовить подростков к возможному участию в войне. Меджид Махмудович вспоминал:

Строевая подготовка, изучение стрелкового оружия и уставов, полевые занятия с атаками и рытьем окопов - все это далеко не полный перечень того, чему нас учили. Первые недели в лагере мы уставали так, что после занятий еле волокли ноги, и не оставалось никаких желаний, кроме как поесть и поспать, - а кормили нас далеко не сытно...
...Война принесла горе в каждый дом, в том числе и в наш. Из семей моих родителей на фронт ушли воевать шесть человек. Все братья матери - Гайса, Бардудин, Шамиль и Муталиб Тхакумашевы - погибли. 30 мая 1942 года погиб средний из братьев моего отца, Ахмед, защищая Северный Кавказ... — Тхагапсов М. М. На службе Отечеству. — Майкоп: ООО "Качество", 2015. — 262 с. — 500 экз. — ISBN 978-5-9703-0473-0.
.
За трудовой подвиг в годы войны награждён медалью За доблестный труд в Великой Отечественной войне 1941—1945 гг.

### Служба на флоте
В 1946 году окончил 10-й класс 6-й (18-й) майкопской средней школы и по направлению Адыгейского обкома КПСС поступил в Каспийское высшее военно-морское училище имени С. М. Кирова в Баку. В 1950 году по окончании училища был назначен командиром минно-торпедной части сторожевого корабля «Шквал» Черноморского флота. Службу проходил на кораблях в Поти, Керчи и Севастополе. В 1951 году в должности командира артиллерийской и минно-торпедной боевой части тральщика «Т-61» принимал участие в боевом тралении и уничтожении минных заграждений, выставленных фашистской авиацией и флотом на Чёрном море в районе Одессы.
В 1952 году в составе соединения из 10 кораблей Черноморского флота перебазирован на Северный флот и вскоре назначен на должность помощника командира морского тральщика «Т-117». В 1954—1955 годах командовал морским тральщиком «Т-117», в 1955—1958 — тральщиком «МТ-480».
В 1958 году назначен старшим офицером по строевой части 16-й бригады кораблей охраны водного района, а с 1958 года — помощником начальника штаба дивизиона по оперативно-боевой подготовке. В 1962 году назначен командиром 20-го дивизиона кораблей резерва Северного флота.
Участник боевого траления в различных районах Арктики, в том числе в районе островов Новая Земля, в Карском и Баренцевом морях. Ветеран подразделения особого риска неоднократно выполнял спецзадания по подготовке и испытанию современного ядерного оружия в районе Новоземельского атомного полигона.
В 1969 году назначен командиром дивизиона кораблей особого назначения.
В 1971 году создаётся знаменитая 159-я бригада разведывательных кораблей Разведки Северного флота (в/ч 20524) с пунктом базирования п. Горячие Ручьи Мурманской области, первым командиром которой назначается капитан 1 ранга Тхагапсов М. М..
159-я бригада разведывательных кораблей выполняла боевые задания в дальних длительных походах по несению боевой службы в Арктике, Северной и Восточной Атлантике, у побережья США и Великобритании, а также отслеживала ход стратегических манёвров и операций ВМС стран НАТО.
В 1978 году назначен заместителем начальника штаба Северного флота по боевому управлению (ЗАТО Североморск). В этой должности проявил себя способным и грамотным организатором боевого управления силами флота. Постановлением Совета министров СССР в 1983 году присвоено звание контр-адмирала.
В 1987 году, имея 58 лет выслуги в льготном исчислении, 41 год календарных (из них 35 лет на Северном флоте), контр-адмирал Меджид Махмудович Тхагапсов был уволен в отставку.

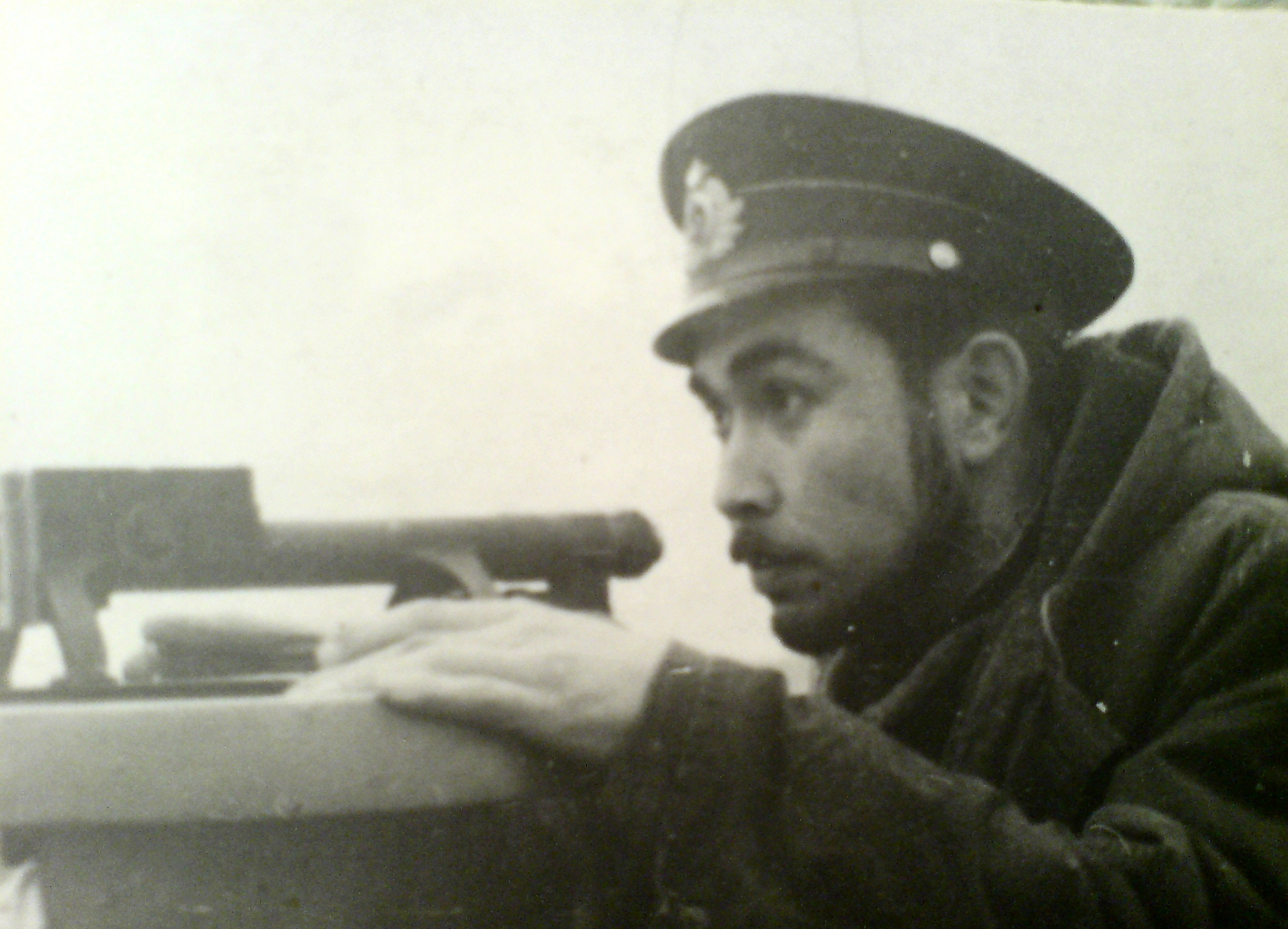
Ст. лейтенант Тхагапсов М. М. в походе у пеленгатора. Северный флот 1952.
Экипаж СКР «Шквал»: командир корабля Быков, Василий Иванович (Герой Советского Союза), (справа) командир минно-торпедной части лейтенант Тхагапсов М. М., (сидит) командир штурмовой части лейтенант Киль В. с командой. Потийская ВМБ ЧФ 1951.
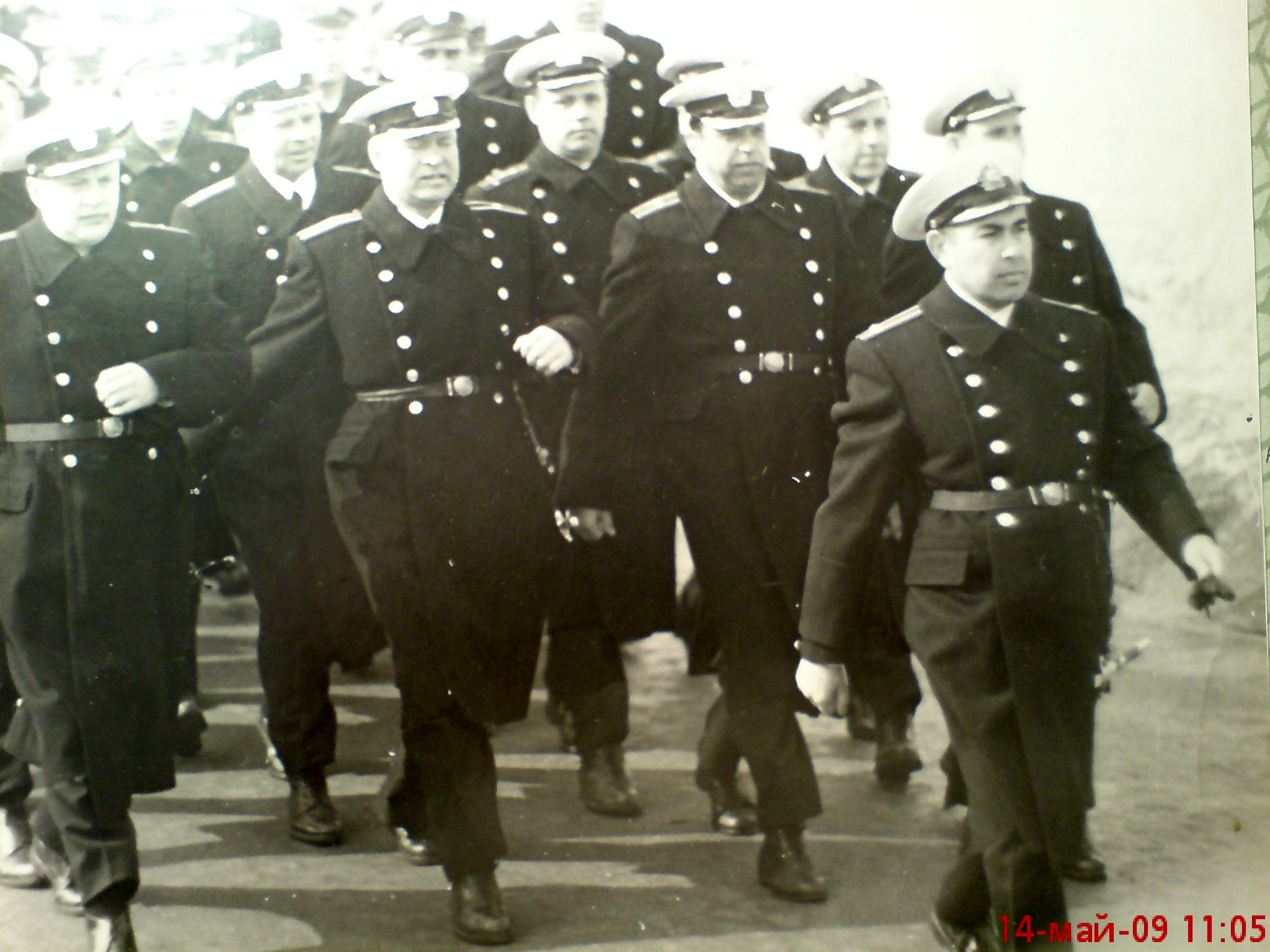
Старпом командира корабля капитан Тхагапсов М. М. во главе строя. СФ 1956.
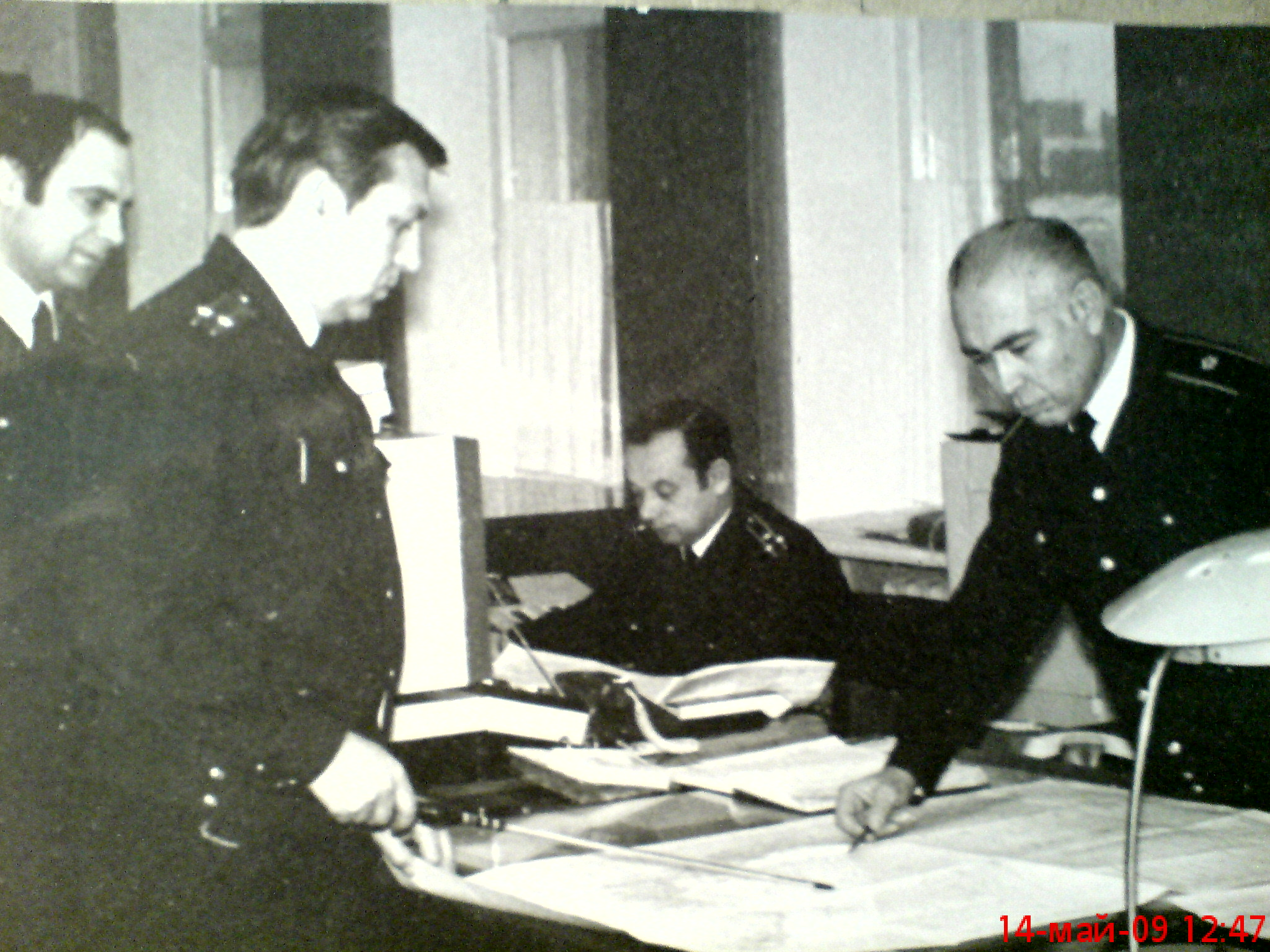
Контр-адмирал Тхагапсов М. М. в штабе Северного флота. Уточнение задачи по боевому управлению. Северодвинск 1983.

### После службы
Работал в Риге в Госкомрезерве СССР (Прибалтийское управление). В 1991 году вернулся на родину в Майкоп Республики Адыгея. Работал помощником главы Майкопа Черниченко М. Н. по оперативным вопросам, Председателем Комиссии по правам человека при Президенте Республики Адыгея Джаримове А. А., Помощником (советником) Президента Республики Адыгея Совмена Х. М..
За личный вклад в укрепление гражданского и межнационального согласия в Республике Адыгея награждён высшей наградой Республики — медалью «Слава Адыгеи». За особые заслуги перед Адыгеей, активное участие в военно-патриотическом воспитании молодёжи награждён Почётным знаком Государственного Совета — Хасэ Республики Адыгея «Закон. Долг. Честь.».
С 2012 года — инспектор группы инспекторов Южного военного округа.
Принимал самое активное участие в работе ветеранских организаций республики, в работе с молодёжью по патриотическому воспитанию. За активную общественную работу, за добросовестный труд в воспитании молодёжи в духе интернационализма и патриотизма, участие в ветеранском движении распоряжением Ассоциации объединений офицеров запаса Вооружённых Сил награждён памятной медалью «За вклад в ветеранское движение».
Председатель Союза моряков российского флота Республики Адыгея, член президиума Общественной организации ветеранов (пенсионеров, инвалидов) войны, труда, Вооружённых Сил и правоохранительных органов Республики Адыгея, член комитета регионального отделения Общероссийской общественной организации ветеранов Вооружённых сил. Член Общественного совета при Министре внутренних дел по Республике Адыгея. «Почётный ветеран 9-й мсд».
Похоронен на Майкопском национальном кладбище.

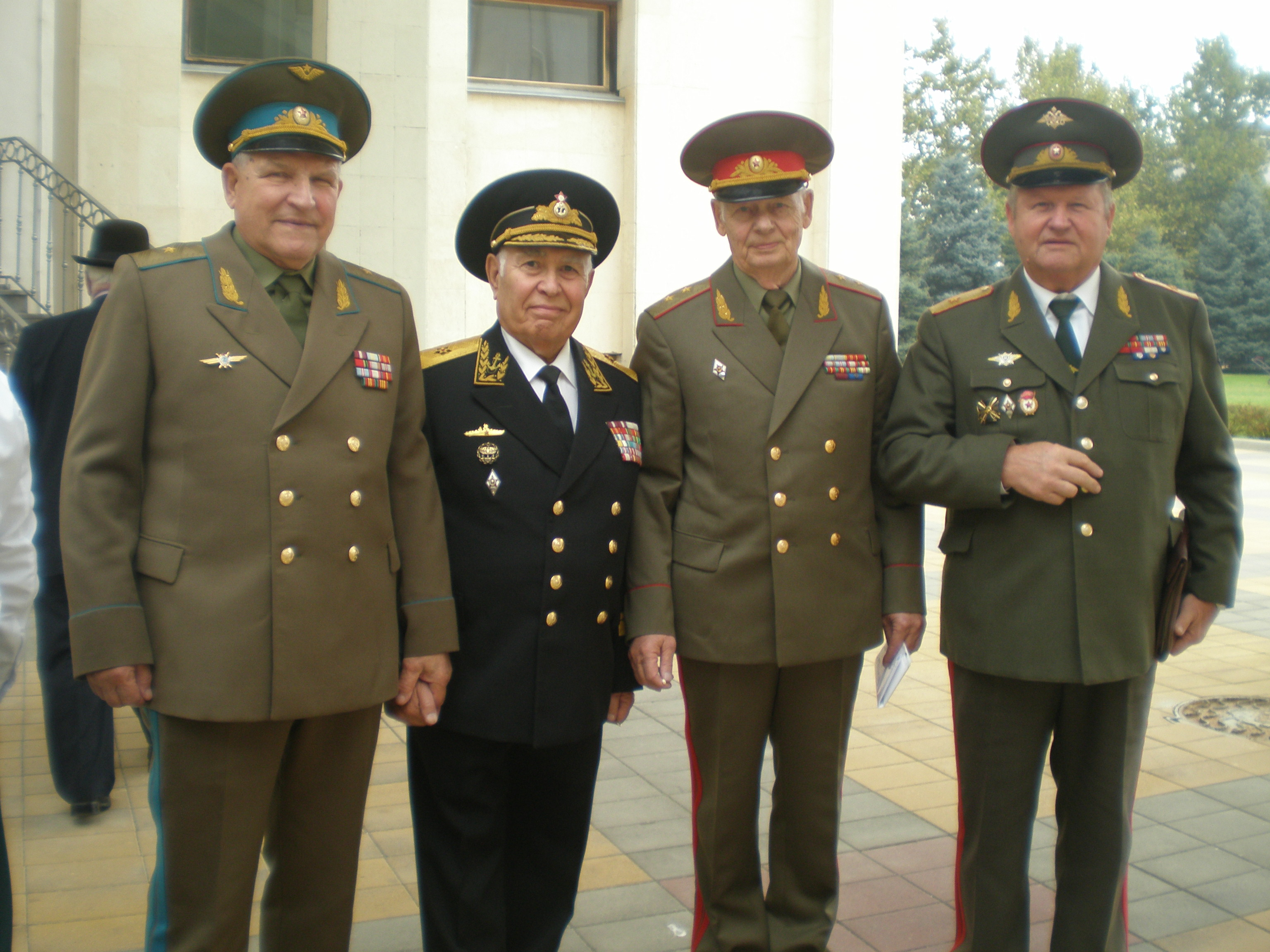
Генерал-майор авиации Саленко Ю. М., контр-адмирал Тхагапсов М. М., генерал-лейтенант Щепин Ю. Ф. и генерал-майор Дорофеев А. А. на Пленуме Ветеранов РА. Майкоп, 2012 год.
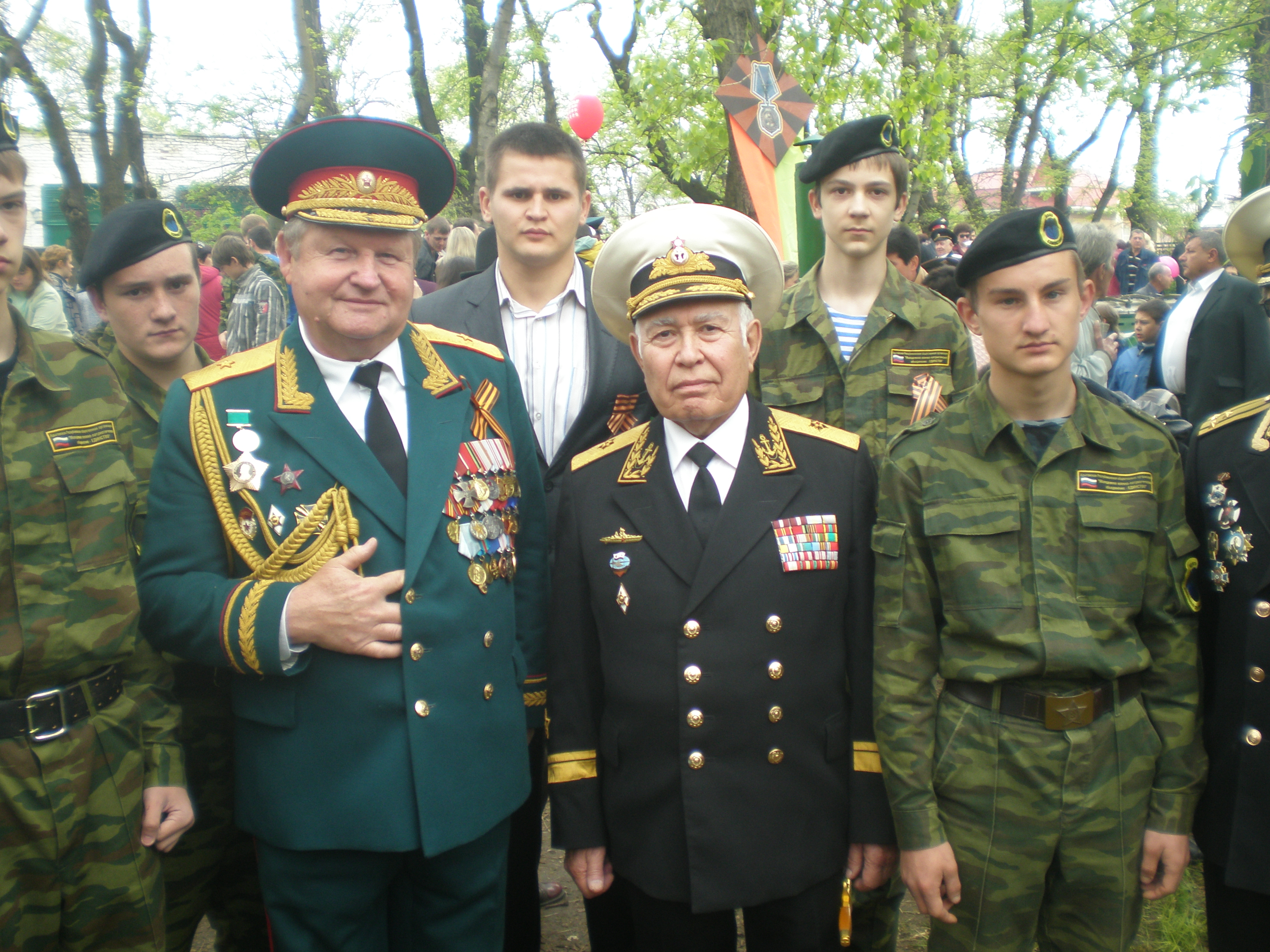
А. А. Дорофеев, М. М. Тхагапсов с бойцами военно-патриотического клуба «Феникс». Майкоп 9 мая 2012 года.
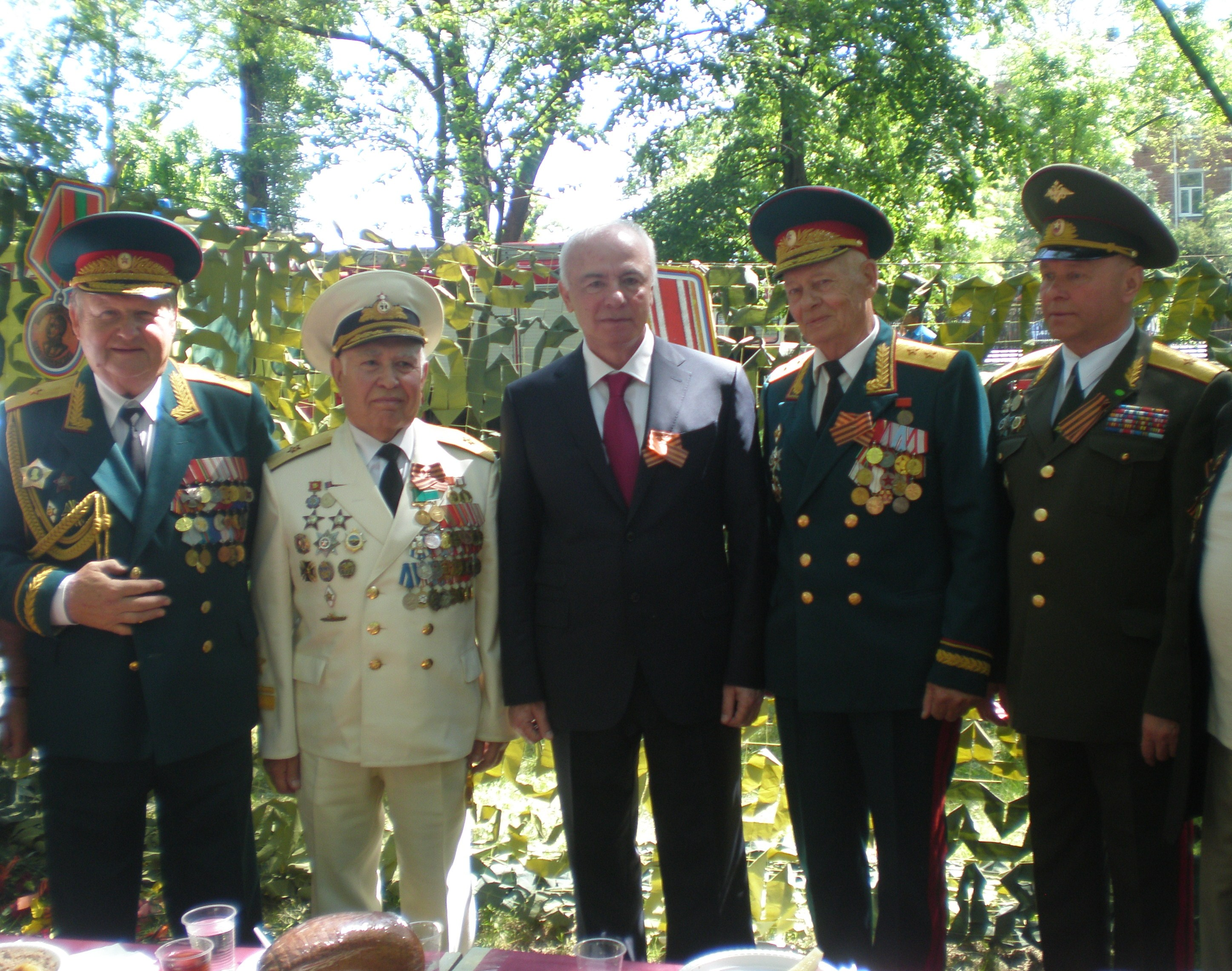
Глава Республики Адыгея А. К. Тхакушинов с генералами-инспекторами. Генерал-майор А. А. Дорофеев, контр-адмирал Тхагапсов М. М., генерал-лейтенант Ю. Ф. Щепин, генерал-майор Ю. Н. Колягин, День Победы в Майкопе, 2013.
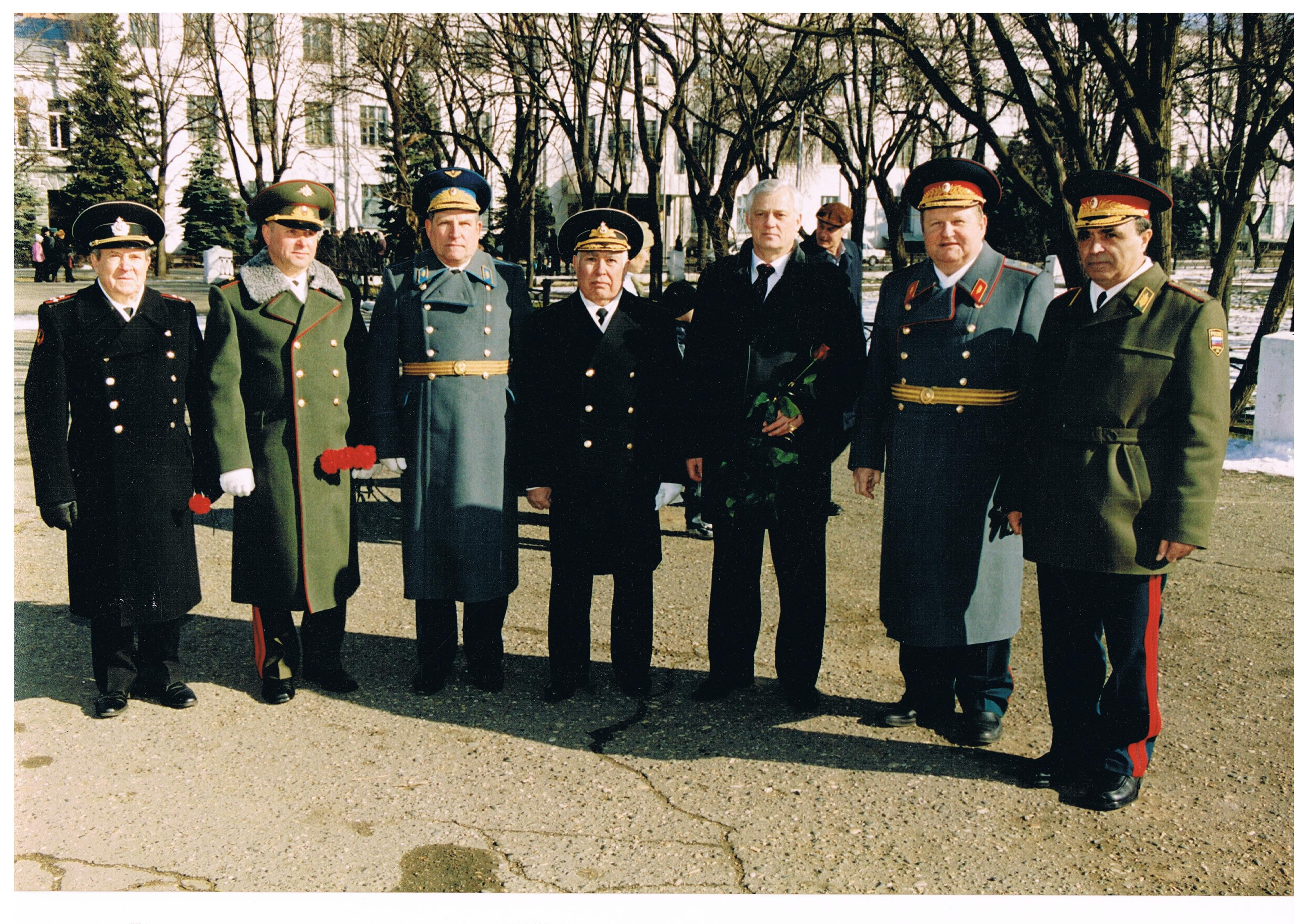
Герой Советского Союза М. Н. Гурьев и генералы  Ю. Н. Колягин, Ю. М. Саленко, контр-адмирал М. М. Тхагапсов, вице-президент РА Н. В. Демчук, генерал-майоры А. А. Дорофеев и М. М. Бричев. Майкоп 23.02.2003.
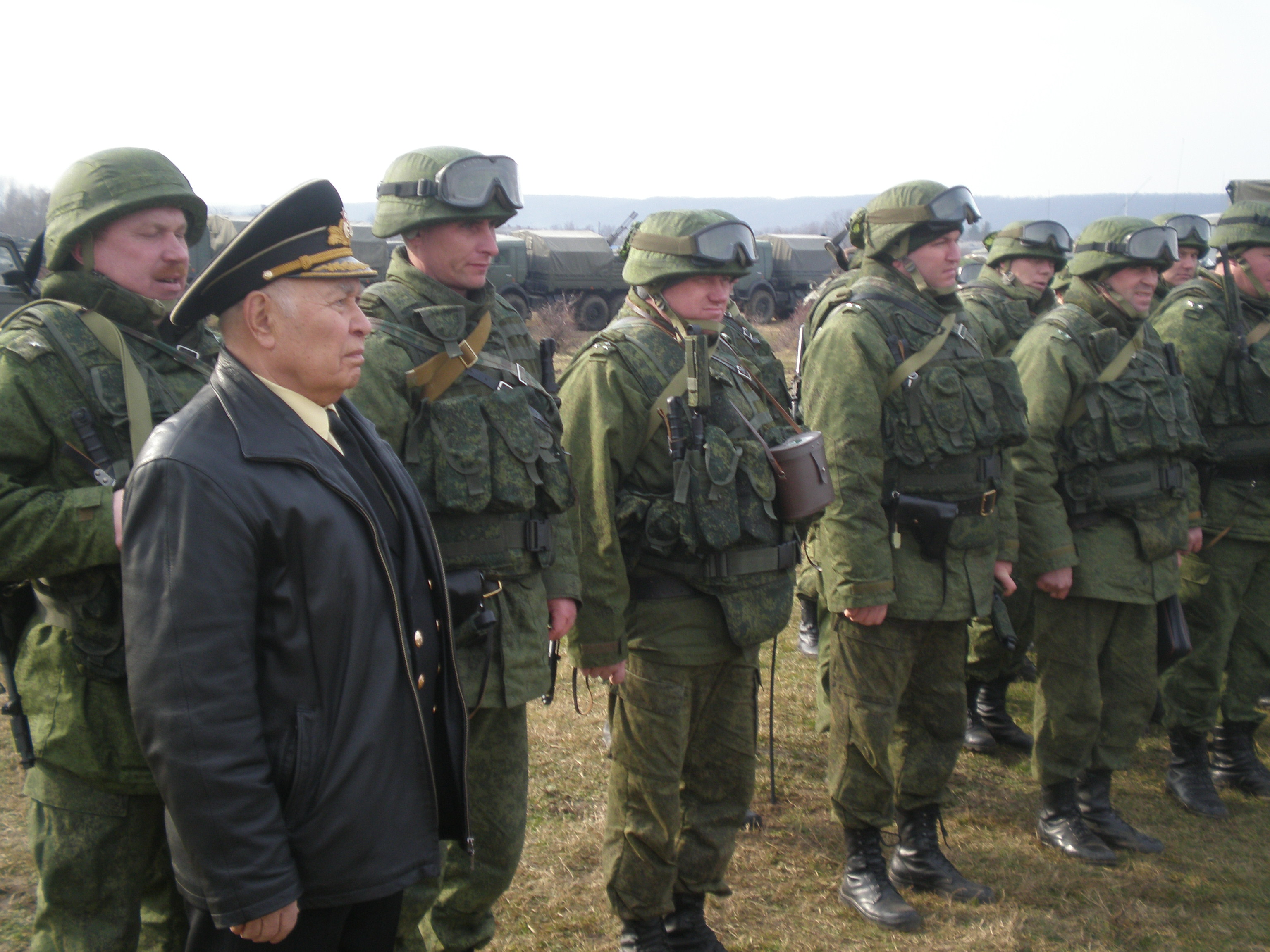
Инспектор контр-адмирал М. М. Тхагапсов на учениях в соединении, внезапно поднятом по тревоге. 2014.

### Семья
Жена — Раиса Сафарбиевна, медицинский работник; сын — Мурат, полковник запаса; дочь — Тамара, кандидат социологических наук, доцент МГТИ. Внуки Руслан, Заур, Рустем и внучка Дана.

## Награды
- Орден Красной Звезды
- Орден Красной Звезды
- Орден «За службу Родине в Вооружённых Силах СССР» 3 степени
- Медаль «За боевые заслуги»
- Медаль «За воинскую доблесть. В ознаменование 100-летия со дня рождения В. И. Ленина»
- Медаль «За укрепление боевого содружества»
- Юбилейная медаль «Двадцать лет Победы в Великой Отечественной войне 1941—1945 гг.»
- Юбилейная медаль «Тридцать лет Победы в Великой Отечественной войне 1941—1945 гг.»
- Юбилейная медаль «Сорок лет Победы в Великой Отечественной войне 1941—1945 гг.»
- Юбилейная медаль «50 Победы в Великой Отечественной войне 1941—1945 гг.»
- Юбилейная медаль «60 лет Победы в Великой Отечественной войне 1941—1945 гг.»
- Юбилейная медаль «65 лет Победы в Великой Отечественной войне 1941—1945 гг.»
- Юбилейная медаль «70 лет Победы в Великой Отечественной войне 1941—1945 гг.»
- Юбилейная медаль «300 лет Российскому флоту» (1996)
- Медаль «За доблестный труд в Великой Отечественной войне 1941—1945 гг.»
- Медаль «Ветеран Вооружённых Сил СССР»
- Юбилейная медаль «40 лет Вооружённых Сил СССР»[10]
- Юбилейная медаль «50 лет Вооружённых Сил СССР»[10]
- Юбилейная медаль «60 лет Вооружённых Сил СССР»[11]
- Юбилейная медаль «70 лет Вооружённых Сил СССР»[12]
- Медаль «За безупречную службу» I степени
- Медаль «За безупречную службу» II степени
- Медаль «Адмирал Флота Советского Союза Н. Г. Кузнецов»(2004)
- Медаль «Адмирал Флота Советского Союза С. Г. Горшков»
- Медаль «Слава Адыгеи»
- Знак Государственного Совета—Хасэ Республики Адыгея «Закон. Долг. Честь.»
- Нагрудный знак «За боевое траление»
- Нагрудный знак «За дальний поход»
- Знак отличия «За службу на Кавказе»
- Премия имени братьев А. Ф и В. Ф. Соловьёвых (г. Майкоп 20.09.2014). Денежную часть премии передал Майкопскому Дому ребёнка.

## Память
- На могиле установлен памятник.

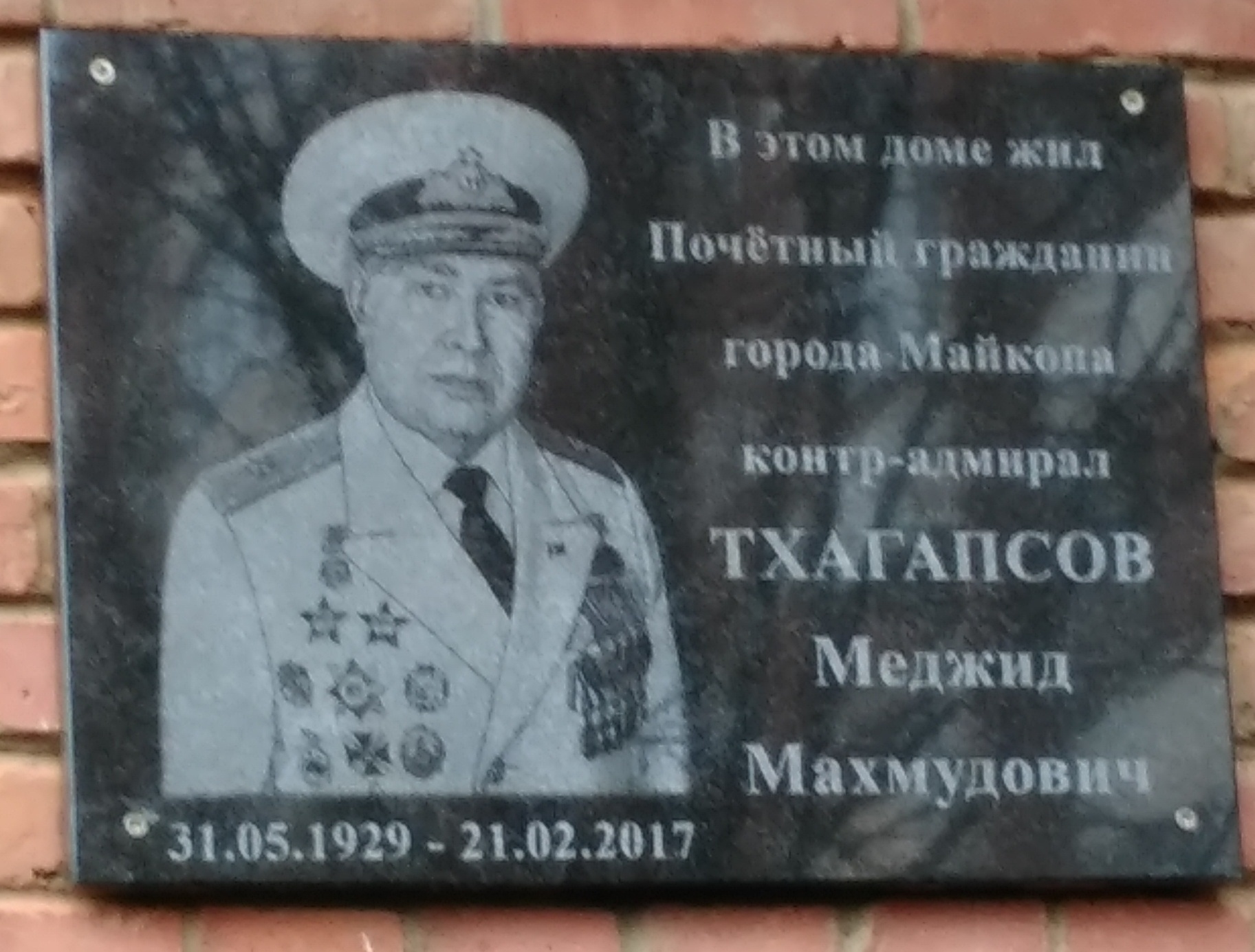
Мемориальная доска контр-адмиралу Тхагапсову М. М.

- Мемориальная доска контр-адмиралу Тхагапсову М. М. открыта 23.1.18 на доме в Майкопе, где он жил[13].
- Его имя увековечено в Главном Храме Вооружённых сил России, и навсегда запечатлено на мемориале «Дорога памяти».